# Ehemaliges Pfarrhaus Wolfhalden
Beim ehemaligen Pfarrhaus Wolfhalden handelt es sich um das 1749/50 erbaute und zweite Pfarrhaus der Kirchgemeinde Wolfhalden, gelegen im gleichnamigen Ort der Gemeinde Wolfhalden im Kanton Appenzell Ausserrhoden. Es diente bis zum Neubau eines neuen Pfarrhauses am Dorfrand seiner ursprünglichen Bestimmung, nach der Renovation 1977–1979 war darin die Gemeindesparkasse untergebracht.
Es hat die Adresse «Dorf 2» und steht als kommunales Kulturobjekt (C-Objekt) unter Denkmalschutz. Zudem steht es im schützenswerten kommunales Ortsbild von Wolfhalden.

## Geschichte
Das erste Pfarrhaus wurde um 1654 errichtet. Überliefert ist nur die Ausmarchung des Grundstückes (Ausstecken des Grundstückes), nicht aber das genaue Baudatum. Das Haus wurde 1749 verkauft, anschließend abgebrochen und in der Toblermüli wieder aufgebaut.
Der Bau dieses zweiten Pfarrhauses wurde im Mai 1748 beschlossen. Als Baumeister konnte der Zimmermeister Samuel Weiss aus Wald AR gewonnen werden, der den Bau zwischen Juni 1749 und Februar 1750 ausführte.
Ursprünglich scheint es eine getäferte Front und ein an der Südseite abgeschlepptes Satteldach gehabt zu haben. So ist es jedenfalls auf dem Federaquarell von Johann Ulrich Fitzi abgebildet, das 1840 angefertigt wurde. Zwischen 1855 und 1860 erfolgte ein Umbau und die Renovation, wobei das Haus das heutige Erscheinungsbild erhielt.
Die Kirchgemeinde beschloss 1971 am Dorfrand ein neues Pfarrhaus zu errichten, weshalb dieses Haus seit 1972 nicht mehr als Pfarrhaus diente.
Das Haus wurde zwischen 1977 und 1979 renoviert und das Erdgeschossinnere so umgebaut, dass es der Gemeindesparkasse als Sitz dienen konnte.
Die Gemeindesparkasse Wolfhalden wurde 1999 an die Raiffeisenbank Heiden verkauft, welche ihre Geschäftsstelle Wolfhalden Ende 2016 schloss.

## Beschreibung Bauwerk
Es handelt sich um ein ortsübliches Holzhaus. Das giebelständige Haus ist auch an der Frontseite geschindelt und besitzt an der Front eine symmetrische Fensteranordnung. Im ersten und zweiten Stock sind 6 Fenster eingebracht, im dritten 3 Fenster und im vierten ein Fenster. Die Haustüre ist als klassizistische zwölffeldrige Türe aus Eichenholz ausgeführt.